# Лесновское городское поселение
Лесновское городско́е поселе́ние — муниципальное образование в Шиловском районе Рязанской области Российской Федерации. Административный центр —  пгт Лесной.

## Географическое положение
Лесновское городское поселение расположено на юго-западе Шиловского муниципального района Рязанской области; оно находится в южной части плоско-холмистой моренной Пара–Пронской равнины. Общий уклон местности к северу к реке Ока. Наиболее низкие места по долине реки Непложа — 125 м над уровнем моря.
Площадь Лесновского городского поселения — 214,70 кв. км.

## Климат и природные ресурсы
Климат Лесновского городского поселения умеренно континентальный. Средняя температура января −11 С, средняя температура июля +19 С. Средняя годовая температура положительная + 4,4 С.
Преобладает западный перенос воздушных масс, чему способствует равнинный рельеф территории поселения. Для местности характерно погода циклонального типа, особенно весной и осенью. В конце весны и начало лета происходит прорыв арктических воздушных масс, что вызывает весенние заморозки. Местность находится в зоне неустойчивого увлажнения, среднее годовое количество осадков — 550 мм. Самый дождливый месяц июль. Самое продолжительное время года — зима (137 дней), короткое время года — весна (55 дней).
Территория поселения относится к бассейну реки Оки. Наиболее крупным водным потоком является река Непложа, протяженность которой 21 км. В неё впадают ручей Отрожек с притоком Сиверс (слева), а справа ручей Передел. К бассейну Прони относится ручей Улас и ручей Лучка. В засушливое время года река Непложа и ручьи, впадающие в неё могут пересыхать. Искусственные водоемы (пруды) созданы на ручье Отрожек (восточная часть пгт Лесной). Естественных выходов подземных вод (родников) нет.
Поселение расположено в лесостепной зоне. Преобладает хвойно-широколиственные леса с открытыми травянистыми пространствами. Почвы, в основном, светло-серые лесные, по составу: легко-суглинистые и супесчаные.
Полезные ископаемые представлены месторождениями фосфатов — близ села Новая Пустынь в долине ручья Передел и ручья Сиверс, а также на правом берегу реки Непложа около поселка Новомосоловский; песков — на левом берегу реки Непложа у села Новая Пустынь.

## История
Образовано в результате муниципальной реформы 2006 г. на территории Администрации пгт Лесной (центр Лесной) — с возложением административного управления на посёлок Лесной.

## Население
| 2010  | 2012  | 2013  | 2014  | 2015  | 2016  | 2017  |
| ----- | ----- | ----- | ----- | ----- | ----- | ----- |
| 7850  | ↗7866 | ↗7957 | ↘7938 | ↗8029 | ↘7924 | ↘7879 |
| 2018  | 2019  | 2020  | 2021  | 2023  |       |       |
| ↘7730 | ↘7613 | ↘7551 | ↗8176 | ↘8067 |       |       |

## Административное устройство
Образование и административное устройство городского поселения определяются законом Рязанской области от 07.10.2004 № 102-ОЗ.
Границы городского поселения определяются законом Рязанской области от 28.12.2007 № 240-ОЗ.
В состав городского поселения входят 11 населённых пунктов
| №  | Населённый пункт    | Тип населённого пункта      | Население |
| -- | ------------------- | --------------------------- | --------- |
| 1  | Алехово             | село                        | ↗75       |
| 2  | Зелёный Бор         | посёлок                     | ↗20       |
| 3  | Красный Луч         | посёлок                     | ↗1        |
| 4  | Лесной              | пгт, административный центр | ↘7609     |
| 5  | Малиновка           | деревня                     | ↗15       |
| 6  | Муняковские Выселки | посёлок                     | ↗8        |
| 7  | Новая Деревня       | деревня                     | →8        |
| 8  | Новая Пустынь       | село                        | ↗268      |
| 9  | Новоершово          | деревня                     | ↗45       |
| 10 | Новомосоловский     | посёлок                     | ↗9        |
| 11 | Ямской              | посёлок                     | ↗9        |

## Экономика
По данным на 2015/2016 г. на территории Лесновского городского поселения Шиловского района Рязанской области расположены:
1. ФГУП Завод синтетических волокон «Эластик», предприятие оборонной отрасли;
2. ООО «Разряд», производство взрывчатых веществ;
3. ООО «Надежда», производство деревянных строительных конструкций;
4. ЗАО «Газтехпром», проектирование и производство блочно-модульных котельных;
5. ООО «Модуль», обработка металлических изделий;
6. ЗАО « НТФ Перфотех», производство перфораторов;
7. ООО «Ока-Пласт», производство канцелярских товаров;
8. ООО «Стройполимер», производство самоклеящейся герметизирующей ленты и лакокрасочных материалов;
9. ООО ПКК «СКИМ», производство полимерных лакокрасочных материалов;
10. ООО «Лемас», производство лакокрасочных материалов;
11. ООО «Лесное», агропромышленное предприятие.

Реализацию товаров и услуг осуществляют 50 магазинов, 3 аптеки, 2 торговых павильона, 1 киоск, гостиница, 4 предприятия общественного питания, 3 парикмахерских, фотоателье, баня и 2 предприятия по оказанию ритуальных услуг.

## Социальная инфраструктура
На территории Лесновского городского поселения действуют: отделение Сбербанка России, отделение почтовой связи, Лесновская больница, Лесновская средняя общеобразовательная школа, Дом детского творчества, Детская школа искусств «Парус», Детско-юношеская спортивная школа (филиал ФСК «Арена»), детский сад, Дом культуры и 2 библиотеки (одна из них — детская). В поселке имеются стадион, хоккейная и спортивная площадки.

## Транспорт
Основные грузо- и пассажироперевозки осуществляются автомобильным транспортом. С юга на север территорию Лесновского городского поселения пересекает автомобильная дорога межмуниципального значения 61Н-732: Лесной — Мосолово — Ряссы. Вдоль северной границы поселения проходит железнодорожная линия «Рязань I — Пичкиряево» Московской железной дороги. Здесь находится остановочный пункт «Разъезд 278 км». Отдельная ветка железной дороги подведена к Заводу синтетических волокон «Эластик».